# Barbazan-Debat
Barbazan-Debat é uma comuna francesa na região administrativa de Occitânia, no departamento dos Altos Pirenéus. Estende-se por uma área de 9,78 km², Em 2010 a comuna tinha 3 556 habitantes (densidade: 363,6 hab./km²)..